# Élections législatives de 1973 dans le Pas-de-Calais
Les élections législatives françaises de 1973 se déroulent les 4 et 11 mars 1973. Dans le département du Pas-de-Calais, quatorze députés sont à élire dans le cadre de quatorze circonscriptions.

## Élus
| Circonscription | Député sortant                                  | Parti | Parti | Député élu ou réélu | Parti | Parti |
| --------------- | ----------------------------------------------- | ----- | ----- | ------------------- | ----- | ----- |
| 1re             | Guy Mollet                                      |       | PS    | Guy Mollet          |       | PS    |
| 2e              | Jean Chambon                                    |       | UDR   | Jean Chambon        |       | UDR   |
| 3e              | Pierre Bonnel                                   |       | RI    | Lucien Pignion      |       | PS    |
| 4e              | Marcel Béraud                                   |       | UDR   | Marcel Béraud       |       | UDR   |
| 5e              | Jeannil Dumortier                               |       | PS    | Jean Bardol         |       | PCF   |
| 6e              | Henri Collette                                  |       | UDR   | Louis Le Sénéchal   |       | PS    |
| 7e              | Jacques Vendroux                                |       | UDR   | Jean-Jacques Barthe |       | PCF   |
| 8e              | Benjamin Catry                                  |       | UDR   | Roland Huguet       |       | PS    |
| 9e              | Hubert Dupont-Fauville                          |       | UDR   | Édouard Carlier     |       | PCF   |
| 10e             | Maurice Andrieux                                |       | PCF   | Maurice Andrieux    |       | PCF   |
| 11e             | Henri Lucas suppléant de Jeannette Prin         |       | PCF   | Henri Lucas         |       | PCF   |
| 12e             | Henri Darras                                    |       | PS    | Henri Darras        |       | PS    |
| 13e             | André Delelis                                   |       | PS    | André Delelis       |       | PS    |
| 14e             | Alfred Peugnet suppléant de Fernand Darchicourt |       | PS    | Joseph Legrand      |       | PCF   |

## Résultats

### Résultats à l'échelle du département
| Parti                 | Parti                                   | Premier tour | Premier tour | Second tour | Second tour | Sièges |
| Parti                 | Parti                                   | Voix         | %            | Voix        | %           | Sièges |
| --------------------- | --------------------------------------- | ------------ | ------------ | ----------- | ----------- | ------ |
|                       | Parti communiste français               | 198 698      | 29,25        | 179 637     | 28,57       | 6      |
|                       | Parti socialiste                        | 191 713      | 28,22        | 151 177     | 24,04       | 6      |
|                       | Mouvement des radicaux de gauche        | 11 262       | 1,66         | 23 480      | 3,73        | 0      |
|                       | Parti socialiste unifié                 | 3 911        | 0,58         |             |             | 0      |
|                       | Union de la gauche                      | 405 584      | 59,71        | 354 294     | 56,35       | 12     |
|                       |                                         |              |              |             |             |        |
|                       | Union des démocrates pour la République | 150 468      | 22,15        | 253 216     | 40,27       | 2      |
|                       | Divers droite                           | 30 760       | 4,53         | Retrait     | Retrait     | 0      |
|                       | Républicains indépendants               | 22 848       | 3,36         | 21 254      | 3,38        | 0      |
|                       | Centre démocratie et progrès            | 3 506        | 0,52         |             |             | 0      |
|                       | Union des républicains de progrès       | 207 582      | 30,56        | 274 470     | 43,65       | 2      |
|                       |                                         |              |              |             |             |        |
|                       | Mouvement réformateur                   | 57 191       | 8,42         | Retrait     | Retrait     | 0      |
|                       | Lutte ouvrière                          | 5 107        | 0,75         |             |             | 0      |
|                       | Divers                                  | 2 998        | 0,44         | 0           |             |        |
|                       | Gaullistes d'opposition                 | 437          | 0,06         | 0           |             |        |
|                       | Front national                          | 411          | 0,06         | 0           |             |        |
|                       |                                         |              |              |             |             |        |
| Inscrits              | Inscrits                                | 798 832      | 100,00       | 751 108     | 100,00      | 14     |
| Abstentions           | Abstentions                             | 105 469      | 13,2         | 99 713      | 13,28       |        |
| Votants               | Votants                                 | 693 363      | 86,8         | 651 395     | 86,72       |        |
| Blancs et nuls        | Blancs et nuls                          | 14 053       | 2,03         | 22 631      | 3,47        |        |
| Exprimés              | Exprimés                                | 679 310      | 97,97        | 628 764     | 96,53       |        |
| Source : Data.gouv.fr |                                         |              |              |             |             |        |

### Résultats par circonscription

#### Première circonscription (Arras)
| Candidat       | Candidat                  | Parti          | Premier tour | Premier tour | Second tour | Second tour |  |
| Candidat       | Candidat                  | Parti          | Voix         | %            | Voix        | %           |  |
| -------------- | ------------------------- | -------------- | ------------ | ------------ | ----------- | ----------- |  |
|                | Guy Mollet sortant réélu  | PS (UGSD)      | 17 819       | 30,24        | 33 320      | 57,64       |  |
|                | Francis Jacquemont        | UDR (URP)      | 16 352       | 27,75        | 24 488      | 42,36       |  |
|                | Marcel Roger              | PCF            | 15 526       | 26,34        | Retrait     | Retrait     |  |
|                | Jean-Marie Vanlerenberghe | CD (MR)        | 6 396        | 10,85        |             |             |  |
|                | Yolande Vary              | LO             | 1 598        | 2,71         |             |             |  |
|                | Jean Garbé                | PSU            | 1 244        | 2,11         |             |             |  |
|                |                           |                |              |              |             |             |  |
| Inscrits       | Inscrits                  | Inscrits       | 68 956       | 100,00       | 68 936      | 100,00      |  |
| Abstentions    | Abstentions               | Abstentions    | 8 601        | 12,47        | 9 194       | 13,34       |  |
| Votants        | Votants                   | Votants        | 60 355       | 87,53        | 59 742      | 86,66       |  |
| Blancs et nuls | Blancs et nuls            | Blancs et nuls | 1 420        | 2,35         | 1 934       | 3,24        |  |
| Exprimés       | Exprimés                  | Exprimés       | 58 935       | 97,65        | 57 808      | 96,76       |  |

#### Deuxième circonscription (Bapaume)
| Candidat       | Candidat                   | Parti          | Premier tour | Premier tour | Second tour | Second tour |  |
| Candidat       | Candidat                   | Parti          | Voix         | %            | Voix        | %           |  |
| -------------- | -------------------------- | -------------- | ------------ | ------------ | ----------- | ----------- |  |
|                | Jean Chambon sortant réélu | UDR (URP)      | 12 433       | 25,83        | 25 353      | 53,43       |  |
|                | Louis Stienne              | PCF            | 11 264       | 23,4         | 22 098      | 46,57       |  |
|                | Gustave Viart              | PS (UGSD)      | 9 839        | 20,44        | Retrait     | Retrait     |  |
|                | Louis Petit                | CD (MR)        | 5 801        | 12,05        |             |             |  |
|                | Albert Rivaux              | Divers droite  | 4 272        | 8,88         |             |             |  |
|                | Pierre Morel               | Divers droite  | 2 449        | 5,09         |             |             |  |
|                | Robert Michaut             | Divers         | 1 632        | 3,39         |             |             |  |
|                | Émile Catherine            | Divers         | 439          | 0,91         |             |             |  |
|                |                            |                |              |              |             |             |  |
| Inscrits       | Inscrits                   | Inscrits       | 55 609       | 100,00       | 55 522      | 100,00      |  |
| Abstentions    | Abstentions                | Abstentions    | 6 375        | 11,46        | 5 624       | 10,13       |  |
| Votants        | Votants                    | Votants        | 49 234       | 88,54        | 49 898      | 89,87       |  |
| Blancs et nuls | Blancs et nuls             | Blancs et nuls | 1 105        | 2,24         | 2 447       | 4,9         |  |
| Exprimés       | Exprimés                   | Exprimés       | 48 129       | 97,76        | 47 451      | 95,1        |  |

#### Troisième circonscription (Saint-Pol-sur-Ternoise)
| Candidat       | Candidat              | Parti          | Premier tour | Premier tour | Second tour | Second tour |  |
| Candidat       | Candidat              | Parti          | Voix         | %            | Voix        | %           |  |
| -------------- | --------------------- | -------------- | ------------ | ------------ | ----------- | ----------- |  |
|                | Pierre Bonnel sortant | RI (URP)       | 17 845       | 38,21        | 21 254      | 45,56       |  |
|                | Lucien Pignion élu    | PS (UGSD)      | 13 822       | 29,59        | 25 401      | 54,44       |  |
|                | Henri Picot           | PCF            | 12 143       | 26           | Retrait     | Retrait     |  |
|                | Roger Lebel           | MR             | 2 894        | 6,2          |             |             |  |
|                |                       |                |              |              |             |             |  |
| Inscrits       | Inscrits              | Inscrits       | 53 109       | 100,00       | 53 107      | 100,00      |  |
| Abstentions    | Abstentions           | Abstentions    | 5 557        | 10,46        | 5 651       | 10,64       |  |
| Votants        | Votants               | Votants        | 47 552       | 89,54        | 47 456      | 89,36       |  |
| Blancs et nuls | Blancs et nuls        | Blancs et nuls | 848          | 1,78         | 801         | 1,69        |  |
| Exprimés       | Exprimés              | Exprimés       | 46 704       | 98,22        | 46 655      | 98,31       |  |

#### Quatrième circonscription (Montreuil-sur-Mer)
| Candidat       | Candidat                    | Parti          | Premier tour | Premier tour | Second tour | Second tour |  |
| Candidat       | Candidat                    | Parti          | Voix         | %            | Voix        | %           |  |
| -------------- | --------------------------- | -------------- | ------------ | ------------ | ----------- | ----------- |  |
|                | Marcel Béraud sortant réélu | UDR (URP)      | 11 933       | 25,43        | 23 696      | 50,23       |  |
|                | Bertrand Akar               | MRG (UGSD)     | 11 262       | 24           | 23 480      | 49,77       |  |
|                | Léonce Deprez               | Divers droite  | 10 493       | 22,36        | Retrait     | Retrait     |  |
|                | Paul Dumont                 | PCF            | 7 365        | 15,7         | Retrait     | Retrait     |  |
|                | Guy Malgouzou               | CD (MR)        | 4 685        | 9,98         |             |             |  |
|                | Jacques Callens             | Divers droite  | 832          | 1,77         |             |             |  |
|                | Mirval Carliez              | Divers droite  | 352          | 0,75         |             |             |  |
|                |                             |                |              |              |             |             |  |
| Inscrits       | Inscrits                    | Inscrits       | 55 232       | 100,00       | 55 229      | 100,00      |  |
| Abstentions    | Abstentions                 | Abstentions    | 7 125        | 12,9         | 6 645       | 12,03       |  |
| Votants        | Votants                     | Votants        | 48 107       | 87,1         | 48 584      | 87,97       |  |
| Blancs et nuls | Blancs et nuls              | Blancs et nuls | 1 185        | 2,46         | 1 408       | 2,9         |  |
| Exprimés       | Exprimés                    | Exprimés       | 46 922       | 97,54        | 47 176      | 97,1        |  |

#### Cinquième circonscription (Boulogne-sur-Mer-Sud)
| Candidat       | Candidat                  | Parti          | Premier tour | Premier tour | Second tour | Second tour |  |
| Candidat       | Candidat                  | Parti          | Voix         | %            | Voix        | %           |  |
| -------------- | ------------------------- | -------------- | ------------ | ------------ | ----------- | ----------- |  |
|                | Jean Bardol élu           | PCF            | 14 392       | 31,66        | 23 875      | 53,89       |  |
|                | Jeannil Dumortier sortant | PS (UGSD)      | 12 907       | 28,39        | Retrait     | Retrait     |  |
|                | Robert Meaux              | UDR (URP)      | 8 982        | 19,76        | 20 427      | 46,11       |  |
|                | Jacques Houlliez          | RI             | 5 003        | 11,01        |             |             |  |
|                | Michel Derouet            | MR             | 2 440        | 5,37         |             |             |  |
|                | Georges Watrin            | Divers         | 927          | 2,04         |             |             |  |
|                | Jean-Claude Patrac        | LO             | 805          | 1,77         |             |             |  |
|                |                           |                |              |              |             |             |  |
| Inscrits       | Inscrits                  | Inscrits       | 54 274       | 100,00       | 54 193      | 100,00      |  |
| Abstentions    | Abstentions               | Abstentions    | 7 970        | 14,68        | 7 748       | 14,3        |  |
| Votants        | Votants                   | Votants        | 46 304       | 85,32        | 46 445      | 85,7        |  |
| Blancs et nuls | Blancs et nuls            | Blancs et nuls | 848          | 1,83         | 2 143       | 4,61        |  |
| Exprimés       | Exprimés                  | Exprimés       | 45 456       | 98,17        | 44 302      | 95,39       |  |

#### Sixième circonscription (Boulogne-sur-Mer-Nord)
| Candidat       | Candidat               | Parti          | Premier tour | Premier tour | Second tour | Second tour |  |
| Candidat       | Candidat               | Parti          | Voix         | %            | Voix        | %           |  |
| -------------- | ---------------------- | -------------- | ------------ | ------------ | ----------- | ----------- |  |
|                | Henri Collette sortant | UDR (URP)      | 21 336       | 41,6         | 25 579      | 49,16       |  |
|                | Louis Le Sénéchal élu  | PS (UGSD)      | 17 083       | 33,31        | 26 450      | 50,84       |  |
|                | Robert Baillieu        | PCF            | 7 977        | 15,55        | Retrait     | Retrait     |  |
|                | Jean Marcelle          | MR             | 3 240        | 6,32         |             |             |  |
|                | Richard Bacri          | LO             | 1 219        | 2,38         |             |             |  |
|                | Alfred Sauvage         | FP             | 437          | 0,85         |             |             |  |
|                |                        |                |              |              |             |             |  |
| Inscrits       | Inscrits               | Inscrits       | 60 191       | 100,00       | 60 188      | 100,00      |  |
| Abstentions    | Abstentions            | Abstentions    | 7 898        | 13,12        | 7 177       | 11,92       |  |
| Votants        | Votants                | Votants        | 52 293       | 86,88        | 53 011      | 88,08       |  |
| Blancs et nuls | Blancs et nuls         | Blancs et nuls | 1 001        | 1,91         | 982         | 1,85        |  |
| Exprimés       | Exprimés               | Exprimés       | 51 292       | 98,09        | 52 029      | 98,15       |  |

#### Septième circonscription (Calais)
| Candidat       | Candidat                | Parti          | Premier tour | Premier tour | Second tour | Second tour |  |
| Candidat       | Candidat                | Parti          | Voix         | %            | Voix        | %           |  |
| -------------- | ----------------------- | -------------- | ------------ | ------------ | ----------- | ----------- |  |
|                | Jean-Jacques Barthe élu | PCF            | 19 541       | 36,96        | 27 695      | 52          |  |
|                | Jean-Louis Debré        | UDR (URP)      | 14 925       | 28,23        | 25 561      | 48          |  |
|                | Roger Ledoux            | PS (UGSD)      | 7 605        | 14,39        | Retrait     | Retrait     |  |
|                | Pierre-Marie Boucher    | Rad (MR)       | 7 585        | 14,35        | Retrait     | Retrait     |  |
|                | Serge Cattelin          | Divers droite  | 1 901        | 3,6          |             |             |  |
|                | André Lefébure          | PSU            | 896          | 1,69         |             |             |  |
|                | Patrick Masse           | FN             | 411          | 0,78         |             |             |  |
|                |                         |                |              |              |             |             |  |
| Inscrits       | Inscrits                | Inscrits       | 64 561       | 100,00       | 64 603      | 100,00      |  |
| Abstentions    | Abstentions             | Abstentions    | 10 498       | 16,26        | 9 406       | 14,56       |  |
| Votants        | Votants                 | Votants        | 54 063       | 83,74        | 55 197      | 85,44       |  |
| Blancs et nuls | Blancs et nuls          | Blancs et nuls | 1 199        | 2,22         | 1 941       | 3,52        |  |
| Exprimés       | Exprimés                | Exprimés       | 52 864       | 97,78        | 53 256      | 96,48       |  |

#### Huitième circonscription (Saint-Omer)
| Candidat       | Candidat               | Parti          | Premier tour | Premier tour | Second tour | Second tour |  |
| Candidat       | Candidat               | Parti          | Voix         | %            | Voix        | %           |  |
| -------------- | ---------------------- | -------------- | ------------ | ------------ | ----------- | ----------- |  |
|                | Benjamin Catry sortant | UDR (URP)      | 20 156       | 36,45        | 25 869      | 45,95       |  |
|                | Roland Huguet élu      | PS (UGSD)      | 17 883       | 32,34        | 30 429      | 54,05       |  |
|                | Raymond Dufay          | PCF            | 10 274       | 18,58        | Retrait     | Retrait     |  |
|                | Gaston Bonnet          | MR             | 4 795        | 8,67         |             |             |  |
|                | Roland Vandaele        | Divers droite  | 1 174        | 2,12         |             |             |  |
|                | Marie Rose             | PSU            | 1 009        | 1,82         |             |             |  |
|                |                        |                |              |              |             |             |  |
| Inscrits       | Inscrits               | Inscrits       | 63 268       | 100,00       | 63 267      | 100,00      |  |
| Abstentions    | Abstentions            | Abstentions    | 6 867        | 10,85        | 5 934       | 9,38        |  |
| Votants        | Votants                | Votants        | 56 401       | 89,15        | 57 333      | 90,62       |  |
| Blancs et nuls | Blancs et nuls         | Blancs et nuls | 1 110        | 1,97         | 1 035       | 1,81        |  |
| Exprimés       | Exprimés               | Exprimés       | 55 291       | 98,03        | 56 298      | 98,19       |  |

#### Neuvième circonscription (Béthune)
| Candidat       | Candidat                       | Parti          | Premier tour | Premier tour | Second tour | Second tour |  |
| Candidat       | Candidat                       | Parti          | Voix         | %            | Voix        | %           |  |
| -------------- | ------------------------------ | -------------- | ------------ | ------------ | ----------- | ----------- |  |
|                | Édouard Carlier élu            | PCF            | 17 050       | 35,27        | 26 133      | 55,3        |  |
|                | Jacques Mellick                | PS (UGSD)      | 10 544       | 21,81        | Retrait     | Retrait     |  |
|                | Hubert Dupont-Fauville sortant | UDR (URP)      | 10 089       | 20,87        | 21 122      | 44,7        |  |
|                | René Dhaisne                   | CD (MR)        | 5 701        | 11,79        |             |             |  |
|                | Simon Puchalski                | CDP            | 3 506        | 7,25         |             |             |  |
|                | Léon Oudart                    | Divers droite  | 1 449        | 3            |             |             |  |
|                |                                |                |              |              |             |             |  |
| Inscrits       | Inscrits                       | Inscrits       | 57 404       | 100,00       | 57 373      | 100,00      |  |
| Abstentions    | Abstentions                    | Abstentions    | 8 058        | 14,04        | 7 925       | 13,81       |  |
| Votants        | Votants                        | Votants        | 49 346       | 85,96        | 49 448      | 86,19       |  |
| Blancs et nuls | Blancs et nuls                 | Blancs et nuls | 1 007        | 2,04         | 2 193       | 4,43        |  |
| Exprimés       | Exprimés                       | Exprimés       | 48 339       | 97,96        | 47 255      | 95,57       |  |

#### Dixième circonscription (Bruay-en-Artois)
| Candidat       | Candidat                       | Parti          | Premier tour | Premier tour | Second tour | Second tour |  |
| Candidat       | Candidat                       | Parti          | Voix         | %            | Voix        | %           |  |
| -------------- | ------------------------------ | -------------- | ------------ | ------------ | ----------- | ----------- |  |
|                | Maurice Andrieux sortant réélu | PCF            | 17 220       | 39,97        | 25 024      | 62,19       |  |
|                | Marcel Wacheux                 | PS (UGSD)      | 16 387       | 38,04        | Retrait     | Retrait     |  |
|                | Eugène Castelain               | UDR (URP)      | 5 304        | 12,31        | 15 214      | 37,81       |  |
|                | Marie-Claude Wambre            | Divers droite  | 2 535        | 5,88         |             |             |  |
|                | Jean Dagouneau                 | Rad (MR)       | 1 633        | 3,79         |             |             |  |
|                |                                |                |              |              |             |             |  |
| Inscrits       | Inscrits                       | Inscrits       | 51 244       | 100,00       | 51 126      | 100,00      |  |
| Abstentions    | Abstentions                    | Abstentions    | 7 421        | 14,48        | 8 793       | 17,2        |  |
| Votants        | Votants                        | Votants        | 43 823       | 85,52        | 42 333      | 82,8        |  |
| Blancs et nuls | Blancs et nuls                 | Blancs et nuls | 744          | 1,7          | 2 095       | 4,95        |  |
| Exprimés       | Exprimés                       | Exprimés       | 43 079       | 98,3         | 40 238      | 95,05       |  |

#### Onzième circonscription (Cambrin)
| Candidat       | Candidat                  | Parti          | Premier tour | Premier tour | Second tour | Second tour |  |
| Candidat       | Candidat                  | Parti          | Voix         | %            | Voix        | %           |  |
| -------------- | ------------------------- | -------------- | ------------ | ------------ | ----------- | ----------- |  |
|                | Henri Lucas sortant réélu | PCF            | 19 677       | 41,93        | 27 685      | 61,24       |  |
|                | Georges Gleizes           | PS (UGSD)      | 11 349       | 24,18        | Retrait     | Retrait     |  |
|                | Émile Loup                | UDR (URP)      | 6 332        | 13,49        | 17 524      | 38,76       |  |
|                | Raymonde Toussaint        | Divers droite  | 5 303        | 11,3         |             |             |  |
|                | Bertrand Leperre          | Rad (MR)       | 4 272        | 9,1          |             |             |  |
|                |                           |                |              |              |             |             |  |
| Inscrits       | Inscrits                  | Inscrits       | 54 539       | 100,00       | 54 537      | 100,00      |  |
| Abstentions    | Abstentions               | Abstentions    | 6 523        | 11,96        | 7 147       | 13,1        |  |
| Votants        | Votants                   | Votants        | 48 016       | 88,04        | 47 390      | 86,9        |  |
| Blancs et nuls | Blancs et nuls            | Blancs et nuls | 1 083        | 2,26         | 2 181       | 4,6         |  |
| Exprimés       | Exprimés                  | Exprimés       | 46 933       | 97,74        | 45 209      | 95,4        |  |

#### Douzième circonscription (Liévin)
| Candidat       | Candidat                   | Parti          | Premier tour | Premier tour | Second tour | Second tour |  |
| Candidat       | Candidat                   | Parti          | Voix         | %            | Voix        | %           |  |
| -------------- | -------------------------- | -------------- | ------------ | ------------ | ----------- | ----------- |  |
|                | Henri Darras sortant réélu | PS (UGSD)      | 20 769       | 43,75        | 35 577      | 78,97       |  |
|                | Léandre Létoquart          | PCF            | 17 800       | 37,5         | Retrait     | Retrait     |  |
|                | Charles Darsonville        | UDR (URP)      | 6 104        | 12,86        | 9 472       | 21,03       |  |
|                | André Gruez                | Rad (MR)       | 2 794        | 5,89         |             |             |  |
|                |                            |                |              |              |             |             |  |
| Inscrits       | Inscrits                   | Inscrits       | 56 279       | 100,00       | 56 273      | 100,00      |  |
| Abstentions    | Abstentions                | Abstentions    | 7 995        | 14,21        | 10 029      | 17,82       |  |
| Votants        | Votants                    | Votants        | 48 284       | 85,79        | 46 244      | 82,18       |  |
| Blancs et nuls | Blancs et nuls             | Blancs et nuls | 817          | 1,69         | 1 195       | 2,58        |  |
| Exprimés       | Exprimés                   | Exprimés       | 47 467       | 98,31        | 45 049      | 97,42       |  |

#### Treizième circonscription (Lens)
|                | André Delelis sortant réélu | PS (UGSD)      | 20 378 | 51     |  |  |  |
|                | Jules Tell                  | PCF            | 11 159 | 27,93  |  |  |  |
|                | Raoul Lamand                | UDR (URP)      | 5 708  | 14,29  |  |  |  |
|                | Jacques Lallart             | CD (MR)        | 1 947  | 4,87   |  |  |  |
|                | Jean Cauchefer              | PSU            | 762    | 1,91   |  |  |  |
|                |                             |                |        |        |  |  |  |
| Inscrits       | Inscrits                    | Inscrits       | 47 409 | 100,00 |  |  |  |
| Abstentions    | Abstentions                 | Abstentions    | 6 810  | 14,36  |  |  |  |
| Votants        | Votants                     | Votants        | 40 599 | 85,64  |  |  |  |
| Blancs et nuls | Blancs et nuls              | Blancs et nuls | 645    | 1,59   |  |  |  |
| Exprimés       | Exprimés                    | Exprimés       | 39 954 | 98,41  |  |  |  |

#### Quatorzième circonscription (Hénin-Beaumont)
| Candidat       | Candidat           | Parti          | Premier tour | Premier tour | Second tour | Second tour |  |
| Candidat       | Candidat           | Parti          | Voix         | %            | Voix        | %           |  |
| -------------- | ------------------ | -------------- | ------------ | ------------ | ----------- | ----------- |  |
|                | Joseph Legrand élu | PCF            | 17 310       | 36,1         | 27 127      | 58,92       |  |
|                | Jacques Piette     | PS (UGSD)      | 15 328       | 31,97        | Retrait     | Retrait     |  |
|                | Jacques Huet       | UDR (URP)      | 10 814       | 22,56        | 18 911      | 41,08       |  |
|                | Michel Vasseur     | Rad (MR)       | 3 008        | 6,27         |             |             |  |
|                | Mireille Valette   | LO             | 1 485        | 3,1          |             |             |  |
|                |                    |                |              |              |             |             |  |
| Inscrits       | Inscrits           | Inscrits       | 56 757       | 100,00       | 56 754      | 100,00      |  |
| Abstentions    | Abstentions        | Abstentions    | 7 771        | 13,69        | 8 440       | 14,87       |  |
| Votants        | Votants            | Votants        | 48 986       | 86,31        | 48 314      | 85,13       |  |
| Blancs et nuls | Blancs et nuls     | Blancs et nuls | 1 041        | 2,13         | 2 276       | 4,71        |  |
| Exprimés       | Exprimés           | Exprimés       | 47 945       | 97,87        | 46 038      | 95,29       |  |